# بورگوس، ایسابلا
بورگوس، ایزابلا (به لاتین: Burgos, Isabela) یک منطقه مسکونی در فیلیپین است که در ایزابلا واقع شده‌است.

## خصوصیات
بورگوس ۷۳٫۱۰ کیلومترمربع مساحت دارد.